# Aeroportul Elbląg
Aeroportul Elbląg (IATA: ZBG, ICAO: EPEL) este un aeroport din Elbląg, Warmia și Mazuria, Polonia. A fost deschis în 1915.
Situat la o altitudine de 3 m, aeroportul dispune de o singură pistă.